# Kàrolos Papúlias
Kàrolos Papúlias (grec: Κάρολος Παπούλιας)  (Ioànnina, 4 de juny de 1929 - Atenes, 26 de desembre de 2021) va ser un polític grec, setè president de Grècia des del 2010 fins al 2015.
Papúlias va ser membre fundador del Moviment Socialista Panhel·lènic (PASOK) i un proper col·laborador del seu líder, Andreas Papandreou. El desembre de 1974 va ser elegit membre del Comitè de PASOK Central, i n'ha estat membre ininterrompudament. També va ser membre del Consell de Coordinació de l'Oficina Executiva i la Secretaria de Polítiques, així com el secretari del PASOK per al Comitè de Relacions Internacionals d'abril de 1975 a 1985. Per diversos anys va ser també membre del Comitè de Coordinació dels partits socialista i progressista de la Mediterrània.
Durant la seva llarga permanència en el Ministeri de d'Afers Exteriors, es va identificar amb una política exterior. A la dècada de 1980 va tenir un paper clau per tractar de trobar una solució al conflicte araboisraelià.
Amb la seva visita a Washington el 1985 i la visita del Secretari d'Estat George Shultz, va fer una important contribució a la redefinició i millora de les relacions entre els dos països, que havia passat per una fase delicada durant l'any anterior.
El 12 de desembre de 2004, el primer ministre Kostas Karamanlís, líder del partit governant Nova Democràcia, i George Papandreou, líder de l'oposició al PASOK van nominar Papúlias per al càrrec de President, elegit aquest, pel Parlament. El 8 de febrer de 2005, va ser elegit per una aclaparadora majoria parlamentària, 279 de 300 vots per a un mandat de cinc anys. Va jurar el càrrec com a President el 12 de març de 2005. Després d'obtenir el suport dels dos principals partits polítics, va ser reelegit per un segon i últim mandat, el 3 de febrer de 2010 amb una majoria parlamentària de 266 vots.